# Dakpa (peuple d'Afrique)
Pour les articles homonymes, voir Dakpa.
Ne doit pas être confondu avec Dakpa (peuple du Bhoutan).
Les Dakpa sont une population d'Afrique centrale vivant en République centrafricaine Ils font partie du groupe Banda. Leur nombre est estimé à plus de 175 000.

## Ethnonymie
Selon les sources et le contexte, on observe plusieurs formes : Dakoa, Dakpas, Dakwa.

## Langue
Ils parlent un dialecte du banda, une langue adamawa-oubanguienne.

### Discographie
- République centrafricaine : musique des Dendi, Nzakara, Banda Linda, Gbaya, Banda-dakpa, Ngbaka, Pygmées aka, UNESCO, Musiques et musiciens du monde, Auvidis, Paris, 1989, CD-audio (47 min 34 s)